# Skykomish
Skykomish – miasto w Stanach Zjednoczonych, w stanie Waszyngton, w hrabstwie King.